# Gramsh
Gramsh – miasto w środkowej Albanii, nad rzeką Devoll. Stolica okręgu Gramsh w obwodzie Elbasan. Ma prawa miejskie od 1960 r. Liczba mieszkańców wynosi około 11 600 (2005). Gramsh jest ośrodkiem przemysłu lekkiego.